# Université américaine de Rome
L’université américaine de Rome (en anglais : The American University of Rome ou AUR) est une université privée américaine qui se trouve à Rome, en Italie, d’où les étudiants peuvent obtenir un diplôme de baccalauréat. Spécialisée dans les sciences sociales, le business et la communication, l’AUR délivre deux niveaux de diplômes accrédités aux États-Unis. Fondée en 1969, c’est la plus vieille université américaine à Rome. Elle compte environ 500 étudiants, ces derniers représentant plus de 30 nationalités. L'AUR est située près du centre de Rome, sur la colline Janiculum. Tous les cours y sont donnés en anglais. 

## L'histoire
Les origines de l’AUR se situent peu de temps après la Seconde Guerre mondiale. David Colin, un journaliste américain qui a habité en Italie avant et durant la guerre, a décidé de s'installer à Rome. M. Colin a aidé les étudiants et professeurs américains qui se trouvent à Rome à faire un échange culturel avec les Italiens. Cet échange culturel évolue avec les années, et finalement les cours structurés commencent. La femme de M. Colin, Joan Carpenter, l’a aidé dans ce projet. George Tesoro, un Italien qui est parti d’Italie en 1940 (parce qu’il s'opposait au régime de Mussolini), a aussi aidé M. Colin pour ses échanges. L’Université américaine est donc née de ce projet, et en 1969 est incorporée dans le District de Columbia avec son siège à Rome, en Italie.
Après l’incorporation, M. Tesoro en fut le Président du Conseil jusqu'en 1983 quand Joseph D. Ventura, qui était auparavant Vice-président, lui a succédé. Durant le régime de M. Ventura, l’université a reçu l’accréditation à délivrer les diplômes. En 1987, le Dr Margaret Giannini (un membre du Conseil) est devenue la Présidente du Conseil et elle a continué dans cette position jusqu’en 2003. Dr Giannini était d’abord une professionnelle dans le secteur de la recherche scientifique et médicale. Durant ses 16 ans en tant que présidente, l’université s’agrandit beaucoup surtout par sa population étudiante, son nombre des professeurs, le nombre de classes qui étaient offertes, et dans la direction et les systèmes financiers. En 1992 Dr Giannini a initié l’accréditation d’AUR avec « the Accrediting Council of Independent Colleges and Schools ». Le résultat de ses efforts se réalisa plus tard, quand AUR a reçu l’accréditation des « Middle States ».
L'AUR a déménagé à son emplacement actuel en 1993, après avoir utilisé plusieurs campus pendant 25 ans.

## Le campus
Le campus se trouve au-dessus de la colline Janiculum, la plus haute colline de Rome. Naturellement, le campus offre une vue spectaculaire sur la ville de Rome. Presque tous les édifices se trouvent sur la via Pietro Roselli, une petite rue située à côté du mur d'Aurélien. Les deux édifices les plus importants s’appellent Édifice A et Édifice B. L’édifice pour les cours de Communication est sur la via Carini, juste de l’autre côté du mur. L’édifice Carini fut construit en 1970, et fait partie d’un groupe de réalisations, les « Casa Papanice » construites par Paolo Portoghesi, un architecte italien.
Le campus a deux jardins : un entre les deux édifices primaires (sur la via Pietro Roselli) et un autre à la bibliothèque. La bibliothèque « Evans Hall » se trouve à quelques pas des autres édifices. Il y a des laboratoires informatiques dans l'Édifice A (sur la via Pietro Roselli), dans l’édifice Carini, et aussi dans la bibliothèque « Evans Hall ». Le wi-fi est installé dans les deux jardins et sur toutes les terrasses.

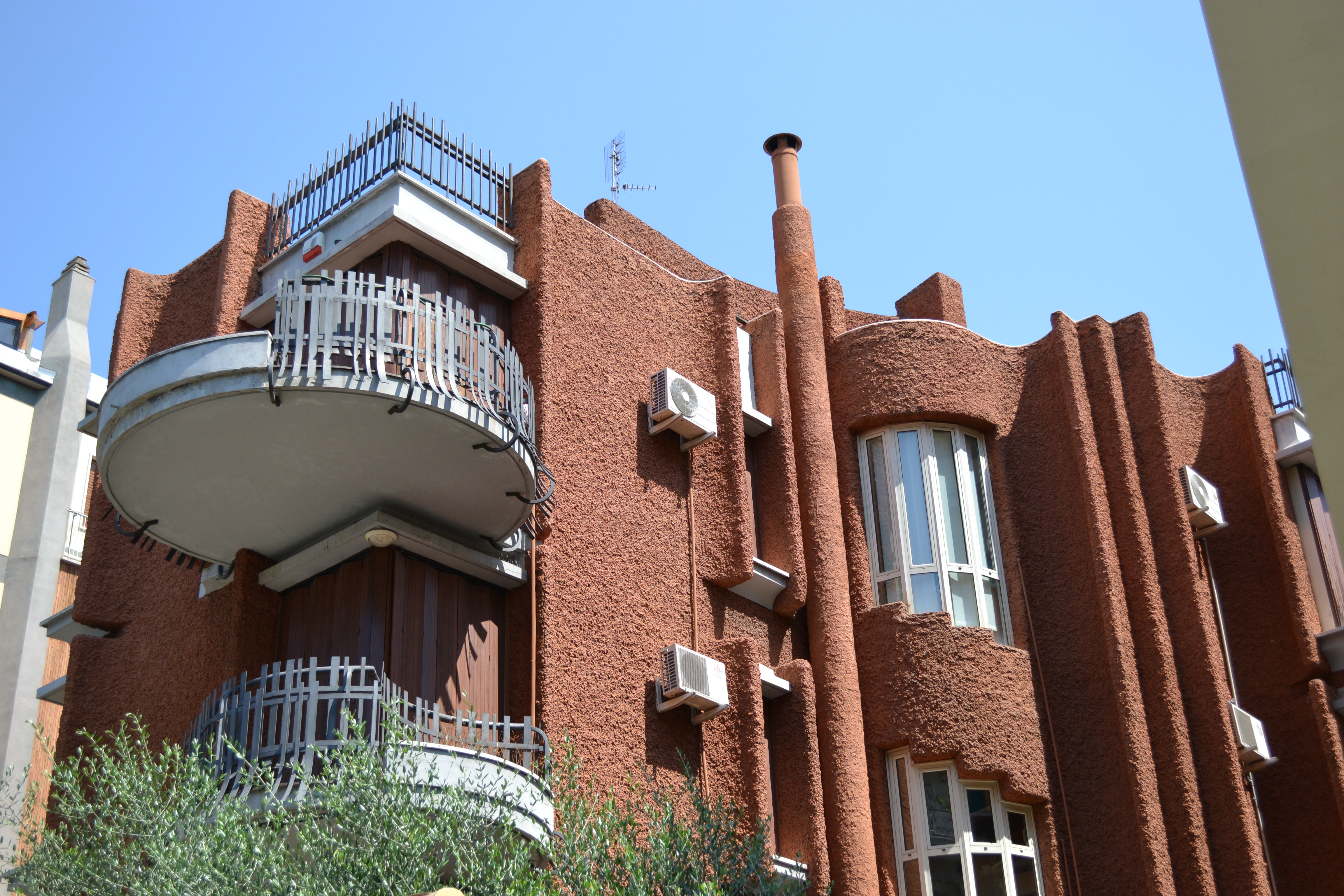
Casa Papanice de Paolo Portoghesi à Rome (1966).
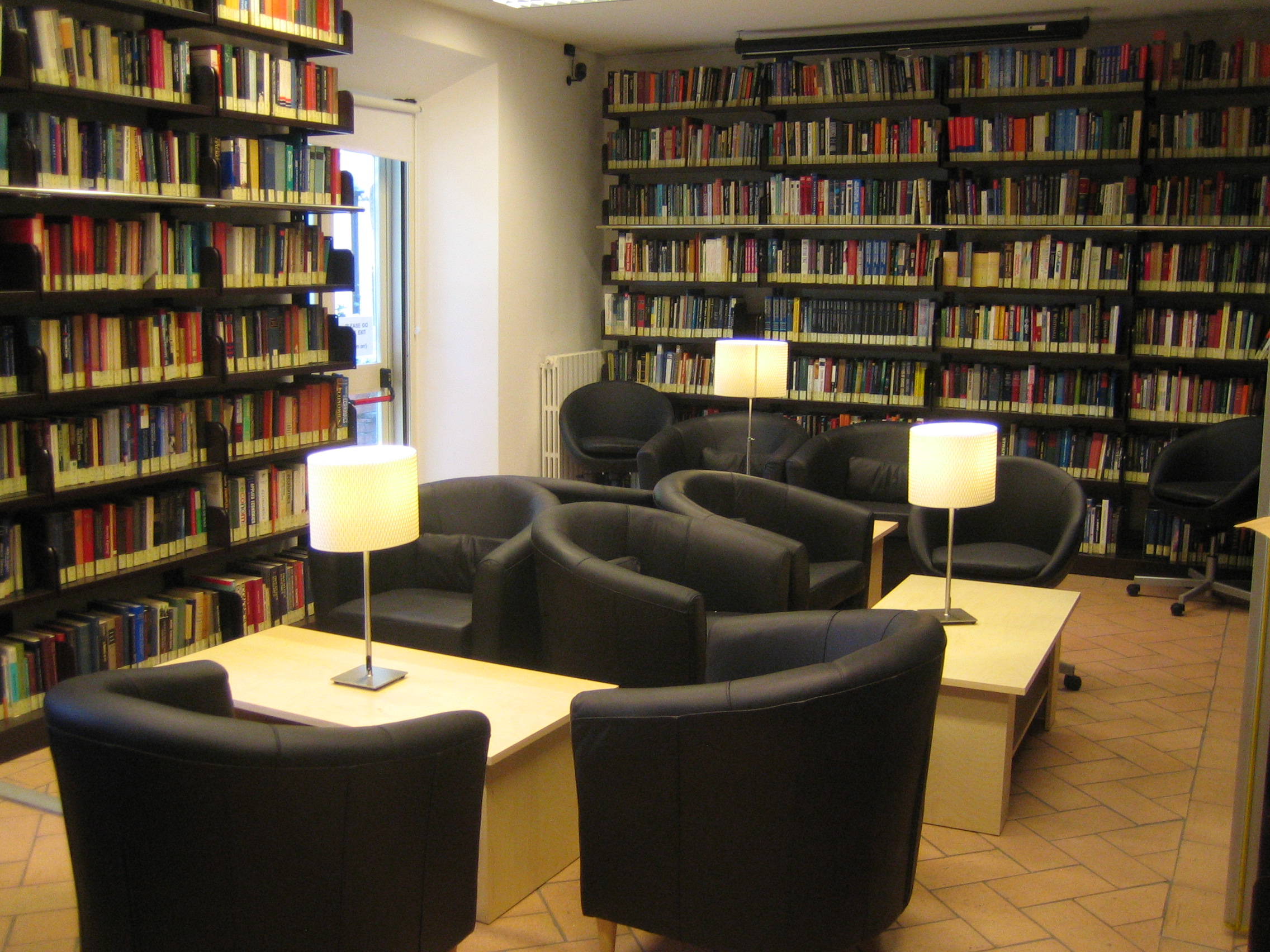
Evans Hall Library (bibliothèque).
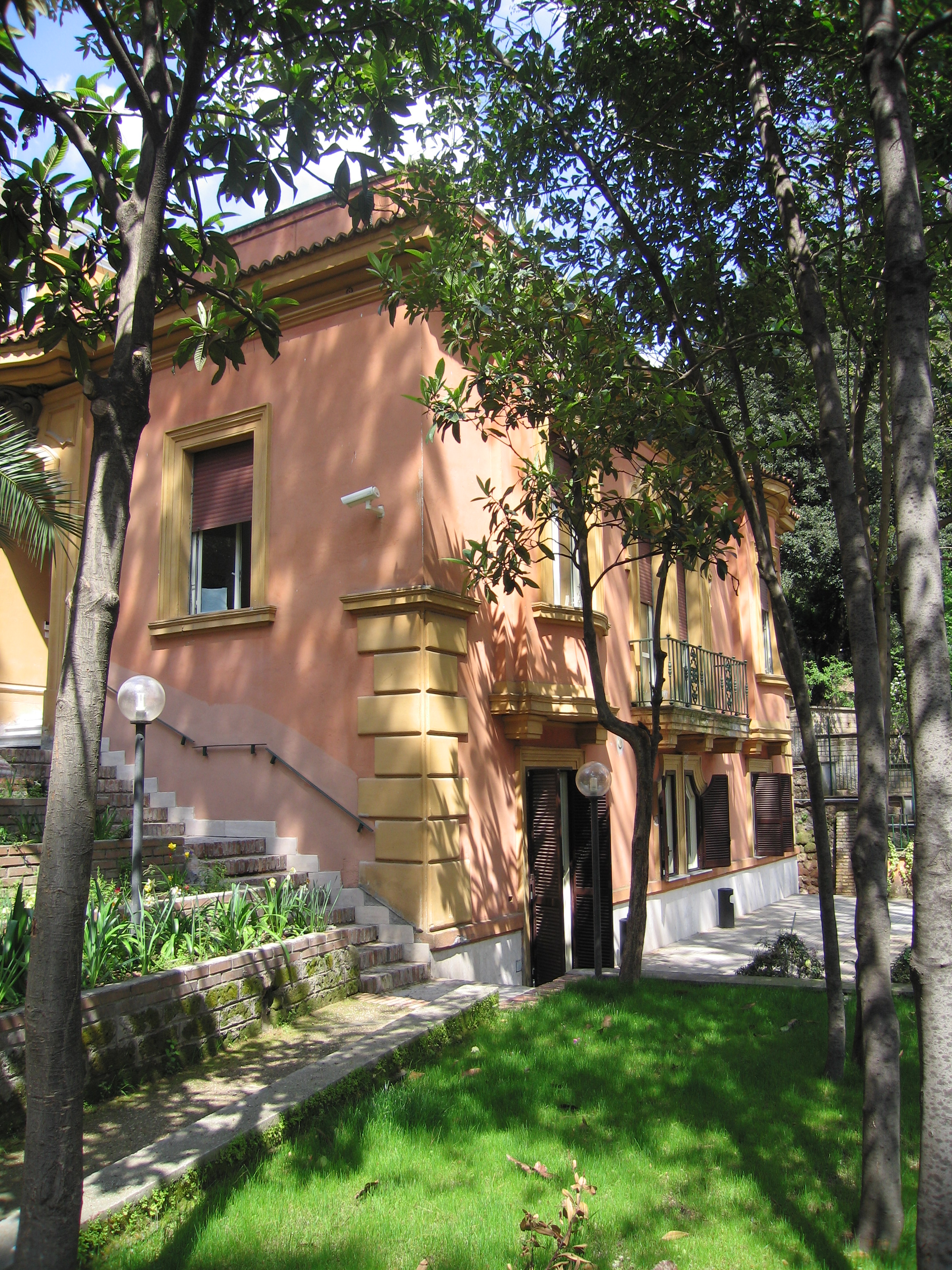
Evans Hall Library (bibliothèque).
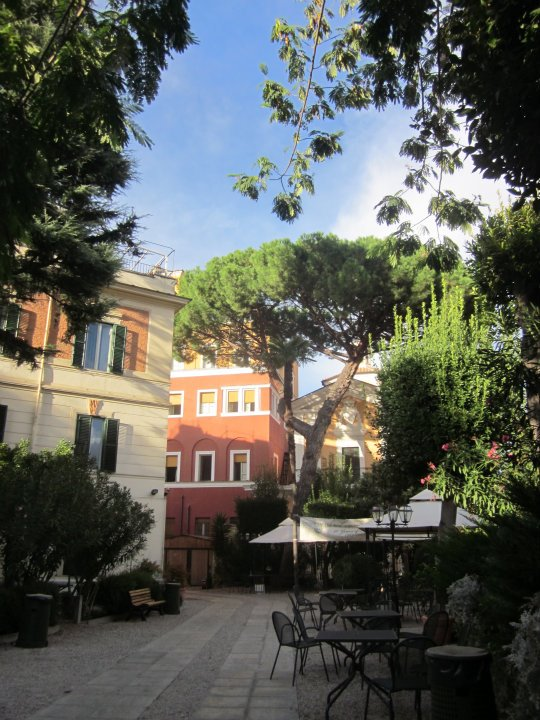
Le jardin de l'université américaine de Rome.

## L’organisation et l’administration
L'AUR est gouvernée en premier lieu par trois entités : le conseil d’administration, le président, et le Sénat. Le groupe le plus important de ces trois entités est le conseil d’administration. Ce conseil est responsable du bien-être académique et financier de l’université, mais aussi de toute l’administration de l’université. Le conseil peut nommer le président, et effectue aussi l’approbation finale sur les changements du curriculum proposés par le sénat. Le sénat propose et modifie les politiques, et a un représentant du gouvernement des étudiants. Le chef du conseil d’administration actuel est Gabriel A. Battista. M. Battista est devenu membre du conseil en 2006.
L’actuel président de l’université est le Dr Richard Hodges. Il est devenu président en juillet 2012. Le président précédent était Dr Andrew Thompson. À ce moment, le Prévôt et vice-président exécutif est le Dr Thompson.
Le gouvernement étudiant a une longue tradition à l'AUR, et a constamment représenté les intérêts des étudiants depuis 1998. L'AUR est membre de l’ «Association of American International Colleges and Universities ».

## Les académiques
L'AUR est une université des arts libéraux. La proportion des étudiants par faculté est d’environ 16 pour 1. Il y a approximativement 500 étudiants qui étudient à un niveau de premier cycle, et ces étudiants multiculturels représentent 30 nationalités. 

### L’accréditation
L'AUR est accréditée par le « Middle States Commission on Higher Education ». Cette commission est une agence d’accréditation qui est reconnue par le Secrétaire à l’Éducation des États-Unis et le « Council for Higher Education Accreditation ». L'AUR est autorisée par le Département d’Éducation de l’État de Delaware pour accorder les diplômes au niveau d’associé et des baccalauréats.

### Les programmes académiques
L'AUR offre huit baccalauréats avec seize concentrations, deux programmes d’associé, et dix-huit mineurs. Sept des huit baccalauréats sont les baccalauréats d’art. Le huitième baccalauréat vient du Département de Business, et c’est un Baccalauréat en Science de l’Administration du Business. Il y a possibilité d’obtenir un degré d’associé dans les arts libéraux ou dans les affaires internationales. Chaque programme offre la possibilité aux étudiants de faire un stage pour obtenir les crédits et aussi d'acquérir une expérience pratique dans leur domaine d’étude.
En septembre 2013, deux nouveaux diplômes qui sont offerts à l'AUR : un baccalauréat d’art dans les études religieuses, et un baccalauréat d’art en beaux-arts. Avec ces deux nouveaux diplômes, l'AUR offre dix diplômes au total.
Les programmes et domaines de l’université sont :
- Archéologie et Classiques
- Histoire de l'art
- Études de Business
- Communication et Anglais
- Cinéma
- Relations internationales
- Études interdisciplinaires
- Études italiennes
- Beaux-arts

## Vie étudiante
Tous les étudiants habitent à l’extérieur du campus, la plupart dans le même quartier. De cette façon, les étudiants peuvent s’immerger dans la culture italienne. La communauté des étudiants et la faculté publient chaque année une revue littéraire des écrits des étudiants. Cette revue s’appelle Remus. Il y a plusieurs organisations et clubs d'étudiants comme le club des vétérans, le club de business, le club de la communication, le club des études italiennes, et le club des relations internationales. Le club des relations internationales organise la délégation de l’AUR pour le Model United Nations. Le club de la communication aide à organiser la « Semaine de la Communication », une semaine où tout le travail des étudiants est exposé. 

### Les sports
Il y a deux équipes de football à l'AUR : les Wolves (pour les hommes) et les She-Wolves (pour les femmes). Les deux équipes jouent contre les autres universités de Rome, dont La Sapienza et Roma Tre. Les deux équipes étaient membres fondateurs des tournois inter-universitaires. Pour les hommes, ce tournoi a commencé en 2005 et s’appelle « Campionato di Calcio delle Università Romane »; pour les femmes, ce fut en 2006 et il s’appelle «Campionato Calcio Feminile delle Università Romane ».Les Wolves de l’AUR jouent contre l’autre université américaine à Rome, et ce match de football s’appelle l'« American Derby ». 

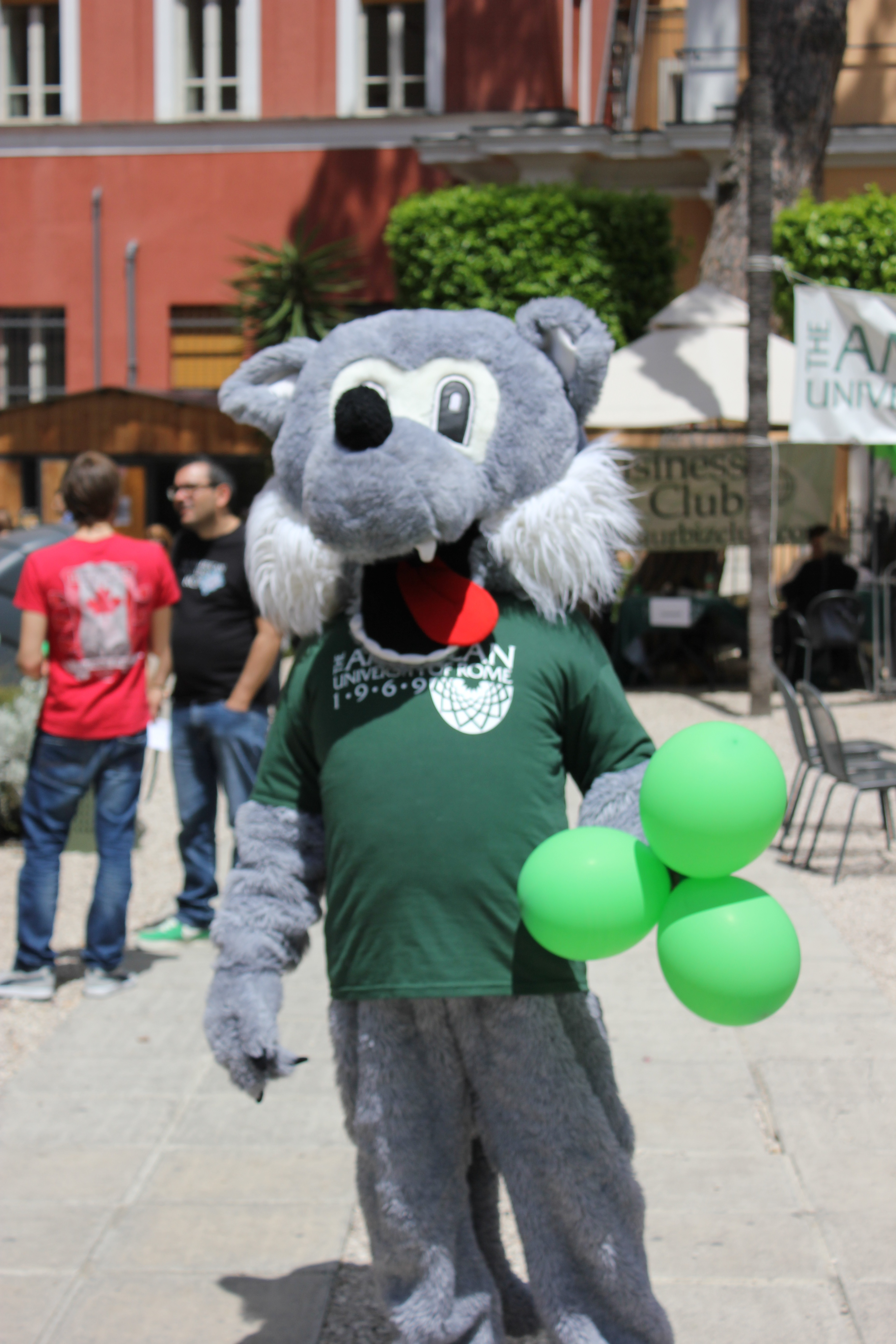
La mascotte de l’AUR

#### La Mascotte
La mascotte de l'AUR s’appelle « Wolfie ». Créée en 2006, Wolfie est la première mascotte pour une université romaine. Initialement, elle s’appelait «Romulus » (pour avoir une référence au fondateur mystique de Rome), mais le nom « Wolfie » est devenu beaucoup plus populaire chez les étudiants. Le nom « Wolfie » fut alors officiellement adopté. 